# Bastien Siepielski
Bastien Siepielski (ur. 28 lutego 1980 r. w Gonesse w regionie Île-de-France) – francuski rugbysta polskiego pochodzenia występujący na pozycji filara. Obecnie zawodnik Montluçon rugby oraz reprezentacji Polski.

## Kariera klubowa
Siepielski grę w rugby rozpoczynał jako 11-letni zawodnik trzeciej linii młyna w juniorach klubu RAC de Gonesse. W 1994 roku przeniósł się do drużyny Racing Club de France, gdzie grał aż do roku 2000. W międzyczasie zmienił przeszedł na pozycję filara, a także reprezentował region Île-de-France kolejno na poziomie kadetów i juniorów. Grając w kadetach doszedł z Racing Club do ćwierćfinału mistrzostw Francji. W październiku 1999 roku, w wieku 19 lat, Siepielski zadebiutował w seniorskim składzie Racingu, w którego barwach łącznie wystąpił pięciokrotnie.
W 2000 roku przeniósł się do klubu AS Monteferrand, który występował wówczas w Top 16. W 2001 roku z drużyną do lat 23 (tzw. Espoirs, Nadzieje) zdobył mistrzostwo Francji, natomiast rok później ze składem seniorskim doszedł do półfinału mistrzostw. W sezonie 2002/2003 wystąpił w dwóch meczach Pucharu Heinekena przeciwko Bristol Rugby (łącznie 39 minut).
W 2003 roku podpisał kontrakt z innym zespołem najwyższej francuskiej ligi – Stade Français. Jedną z przyczyn zatrudnienia Siepielskiego w Paryżu był wyjazd dwóch podstawowych filarów, Pietera de Villiers oraz Sylvaina Marconneta na Puchar Świata. W ciągu swoich dwóch sezonów spędzonych w Stade Français, Siepielski wystąpił w 9 meczach ligowych. Podczas jego pobytu w klubie, drużyna dwukrotnie osiągała finał rozgrywek krajowych, w roku 2003 zdobywając złoty, zaś w 2004 srebrny medal. Francuz polskiego pochodzenia nie znalazł się jednak w szerokim składzie ani podczas zwycięskiego meczu z USA Perpignan, ani też podczas porażki z Biarritz Olympique.
Po sezonie 2008/2009 Siepielski odszedł do grającego w Pro D2 (2. klasa rozgrywkowa) zespołu Union Bordeaux Bègles, w którym spędził cztery kolejne lata. Kolejnym klubem filara był US Marmande z ligi Fédérale 1 (3. klasa rozgrywkowa). 15 listopada 2009 roku wziął udział w meczu upamiętniającym 75-lecie FIRA pomiędzy drużyną Barbarian Rugby Club i zespołem Europy. Siepielski był powołany do drużyny Europy.
Po zakończeniu sezonu 2009/2010 we Francji Siepielski zdecydował się na występy w decydujących meczach ligi polskiej. Jak sam wspominał w wywiadach, kierowała nim zarówno chęć poznania kraju przodków, jak i możliwość zdobycia złotego medalu Mistrzostw Polski. Korzystając z przepisu umożliwiającego kontraktowanie w każdym momencie sezonu polskich zawodników, Siepielski zgłosił się do Budowlanych Łódź. W barwach łódzkiego klubu rozegrał trzy mecze: z Arką Gdynia (14. kolejka, zwycięstwo, zdobył przyłożenie), Orkanem Sochaczew (półfinał, zwycięstwo) oraz z Lechią Gdańsk (finał, zwycięstwo). 
Kolejny sezon Francuz spędził w klubie Saint Médard RC (Fédérale 1), a od 2011 roku gra w Montluçon rugby (również Fédérale 1).

## Kariera reprezentacyjna
Siepielski występował we francuskich drużynach narodowych, jednak nigdy nie rozegrał oficjalnego meczu w pierwszej reprezentacji. W 1999 roku był zmiennikiem podczas amatorskiego Pucharu Świata FIRA. Grał również w reprezentacji Francji do lat 21 oraz w drużynie uniwersyteckiej (France Universitaire).
Ze względu na polskie korzenie, Siepielski może występować w reprezentacji Polski. W polskich barwach zadebiutował w meczu z Andorą 7 października 2006 roku. Od tego czasu powoływany był na większość spotkań polskiej kadry, jednak część z nich musiał opuścić ze względu na brak zgody klubu.

### Statystyki
Wynik reprezentacji Polski zawsze podany w pierwszej kolejności.
| Występy w reprezentacji Polski | Występy w reprezentacji Polski | Występy w reprezentacji Polski | Występy w reprezentacji Polski | Występy w reprezentacji Polski | Występy w reprezentacji Polski |
| Lp.                            | Data                           | Stadion, miasto                | Przeciwnik                     | Wynik                          | Zdobyte punkty                 |
| ------------------------------ | ------------------------------ | ------------------------------ | ------------------------------ | ------------------------------ | ------------------------------ |
| 1.                             | 7.10.2006                      | Stadion Juvenii, Kraków        | Andora                         | 54:8                           | 0                              |
|                                | 8.09.2007                      | Stadion Budowlanych, Łódź      | Akademicka Francja             | 13:13                          | 0                              |
| 2.                             | 15.11.2008                     | Stadion miejski, Ostrawa       | Czechy                         | 13:7                           | 0                              |
| 3.                             | 12.09.2009                     | Stadion Spartak, Kijów         | Ukraina                        | 12:19                          | 0                              |
| 4.                             | 25.09.2009                     | Stadion Polonii, Warszawa      | Czechy                         | 5:19                           | 0                              |
| 5.                             | 9.10.2010                      | Stadion ragby Císařka, Praga   | Czechy                         | 15:20                          | 0                              |
| 6.                             | 13.11.2010                     | Narodowy Stadion Rugby, Gdynia | Mołdawia                       | 25:36                          | 5 (P)                          |

## Życie osobiste
- Dziadkowie zawodnika pochodzili spod Krakowa[15].
- Z żoną Édith mają syna Lukasa, który urodził się 11 marca 2009 roku[1].
- Siepielski znany jest nie tylko z gry w rugby, ale także z trzech edycji (2003, 2004, 2005) kalendarza z aktami rugbystów, z którego dochody były przeznaczone na cele charytatywne[26].
- Podczas pobytu w Monteferrand, uczęszczał na studia sportowe (tzw. STAPS), które jednak musiał zarzucić ze względu na niemożność pogodzenia studiów z profesjonalną karierą sportową[2].